# Liste von Bergwerken in Niedersachsen

Landkreise und kreisfreie Städte in Niedersachsen

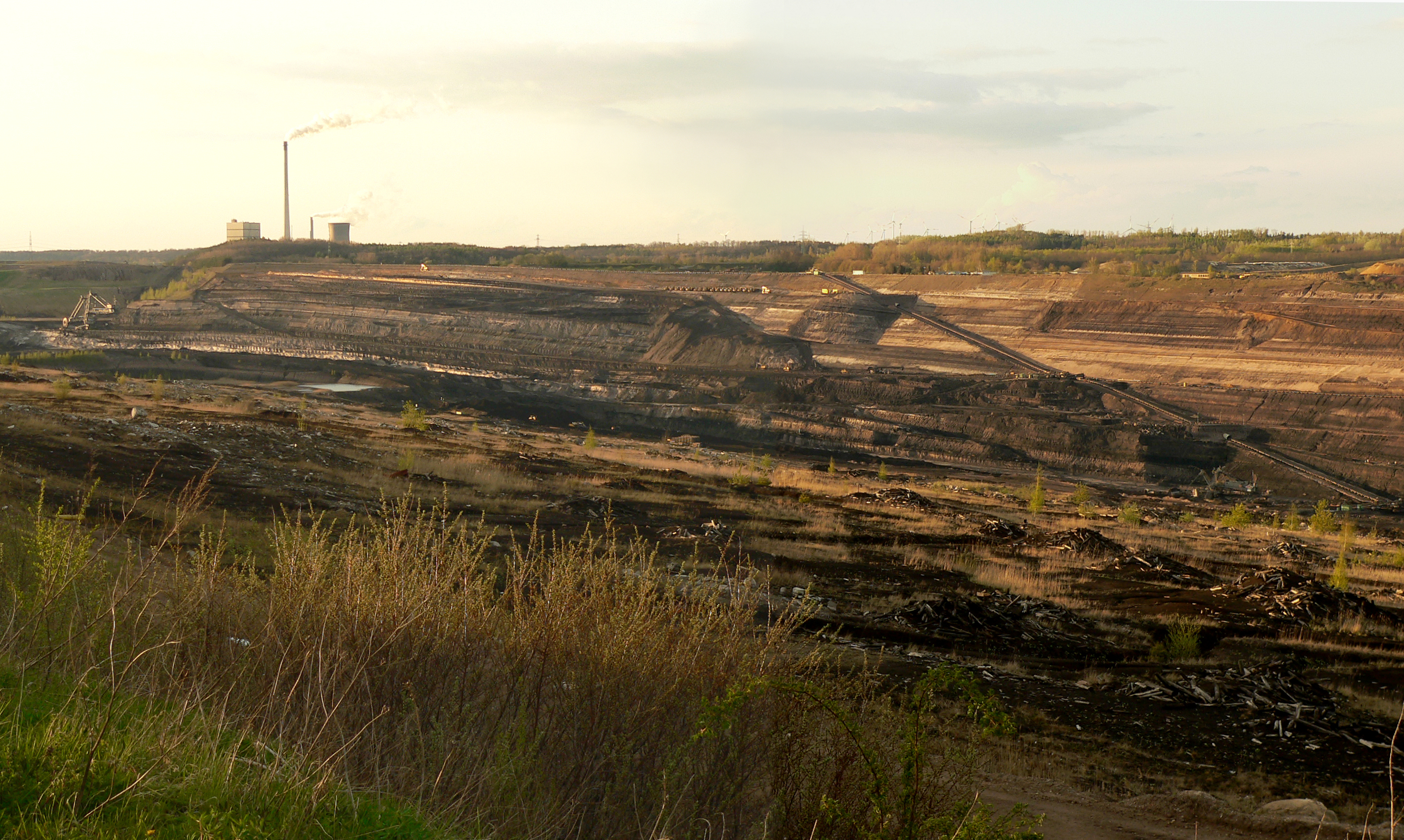
Tagebau Schöningen

Die Liste von Bergwerken in Niedersachsen benennt Bergwerksanlagen im Bundesland Niedersachsen, Deutschland. Sie erhebt keinen Anspruch auf Vollständigkeit.

## Liste
Westfälischer Teil des Ibbenbürener Steinkohlenreviers siehe: Liste von Bergwerken im Kreis Steinfurt, Liste von Schächten im Ibbenbürener Steinkohlerevier
Zum Harz siehe: Liste von Bergwerken im Harz

### Landkreis Celle
| Name                                   | Ort                   | Revier                       | Beginn | Ende            | Bodenschatz         | Anmerkungen |
| -------------------------------------- | --------------------- | ---------------------------- | ------ | --------------- | ------------------- | --- |
| Kali- und Steinsalzbergwerk Mariaglück | Höfer                 | Nordhannoverscher Kalibezirk | 1911   | 1977            | Kali- und Steinsalz | Zusammenlegung der ehemals selbständigen Schächte Mariaglück in Höfer und Fallersleben in Habighorst, Kalirohsalzabbau bis 1969, Steinsalzabbau bis 8. Juli 1977. |
| Kaliwerk Wathlingen                    | Wathlingen            | Nordhannoverscher Kalibezirk | 1905   | 30. Juni 1996   | Kalisalz            | |
| Erdölbergwerk Wietze                   | Wietze                |                              | 1919   | 24. August 1963 | Erdöl               | |
| Kaliwerk Einigkeit II (Prinz Adalbert) | Ovelgönne (Hambühren) | Nordhannoverscher Kalibezirk | 1905   | 1925            | Kalisalz            | Wiederinbetriebnahme zu militärischen Zwecken wurde von 1940 bis 1942 versucht und verworfen. Durchschlägig mit dem Schacht Hambühren                             |
| Kaliwerk Einigkeit III (Hambühren)     | Hambühren             | Nordhannoverscher Kalibezirk | 1913   | 1925            | Kalisalz            | Durchschlägig mit dem Schacht Prinz Adalbert |
| Kaliwerk Steinförde                    | Wietze                | Nordhannoverscher Kalibezirk | 1907   | 1923            | Kali- und Steinsalz | Schächte Steinförde und Julius Wilhelm. Letzterer blieb unvollendet. Systematische Flutung 1926                                                                   |

### Landkreis Diepholz
| Name            | Ort         | Revier | Beginn | Ende | Bodenschatz | Anmerkungen      |
| --------------- | ----------- | ------ | ------ | ---- | ----------- | ---------------- |
| Grube Stafforst | Schwaförden |        | 1961   | 1965 | Eisen       | Keine Förderung. |

### Landkreis Gifhorn
| Name                | Ort         | Revier                       | Beginn | Ende | Bodenschatz | Anmerkungen                                            |
| ------------------- | ----------- | ---------------------------- | ------ | ---- | ----------- | ------------------------------------------------------ |
| Schacht Antonsglück | Rolfsbüttel | Nordhannoverscher Kalibezirk | 1909   | 1922 | Kalisalz    | Der Schacht wurde nie fertiggestellt. Keine Förderung. |

### Landkreis Göttingen
| Name                           | Ort          | Revier                      | Beginn | Ende | Bodenschatz | Anmerkungen |
| ------------------------------ | ------------ | --------------------------- | ------ | ---- | ----------- | --- |
| Kaliwerk Königshall-Hindenburg | Reyershausen | Südhannoverscher Kalibezirk | 1911   | 1969 | Kalisalz    | ehemals selbständige Schächte Königshall und Hindenburg (Napoleon). 1939 ersoffen durch Laugeneinbruch, nach Aufwältigung 1956 wieder in Betrieb. |
| Grube Marie-Caroline           | Holtensen    |                             | 1940   | 1961 | Eisen       | Tagebau |

### Landkreis Goslar
| Name                  | Ort          | Revier                       | Beginn | Ende        | Bodenschatz    | Anmerkungen                                               |
| --------------------- | ------------ | ---------------------------- | ------ | ----------- | -------------- | --------------------------------------------------------- |
| Grube Ida             | Othfresen    | Peine-Salzgitter-Revier      | 1870   | 1962        | Eisen          |                                                           |
| Grube Fortuna         | Groß Döhren  | Peine-Salzgitter-Revier      | 1869   | 1963        | Eisen          |                                                           |
| Grube Georg Friedrich | Dörnten      | Peine-Salzgitter-Revier      | 1857   | 1968        | Eisen          | auch Grube Dörnten                                        |
| Kaliwerk Hermann II   | Königsdahlum | Südhannoverscher Kalibezirk  | 1905   | 1925        | Kalisalz       | durchschlägig mit Carlsfund I                             |
| Kaliwerk Carlsfund    | Groß Rhüden  | Südhannoverscher Kalibezirk  | 1896   | 1925        | Kalisalz       | Schächte Carlsfund I und II; durchschlägig mit Hermann II |
| Kaliwerk Vienenburg   | Vienenburg   | Nordhannoverscher Kalibezirk | 1884   | 8. Mai 1930 | Kalisalz       | Auch: Kaliwerk Hercynia                                   |
| Grube Morgenstern     | Klein Döhren | Peine-Salzgitter-Revier      | 1938   | 1963        | Eisen          |                                                           |
| Grube Neu-Mansfeld    | Neuekrug     |                              | 1862   | 1867        | Kupferschiefer |                                                           |
| Grube Bornhausen      | Bornhausen   |                              |        |             | Braunkohle     |                                                           |

### Landkreis Hameln-Pyrmont
| Name                    | Ort            | Revier             | Beginn      | Ende          | Bodenschatz  | Anmerkungen |
| ----------------------- | -------------- | ------------------ | ----------- | ------------- | ------------ | ----------- |
| Hüttenstollen Osterwald | Salzhemmendorf | Osterwalder Revier | 1584        | 1948          | Wealdenkohle |             |
| Tagebau Humboldt        | Salzhemmendorf |                    | Herbst 1843 | 30. Juni 1966 | Braunkohle   |             |

### Region Hannover
| Name                          | Ort                | Revier                       | Beginn | Ende | Bodenschatz  | Anmerkungen |
| ----------------------------- | ------------------ | ---------------------------- | ------ | ---- | ------------ | --- |
| Alte Taufe Stollen            | Barsinghausen      | Barsinghausener Revier       | 1938   | 1957 | Steinkohle   | |
| Zeche Klosterstollen          | Barsinghausen      | Barsinghausener Revier       | 1856   | 1957 | Wealdenkohle | Besucherbergwerk |
| Kaliwerk Ronnenberg           | Ronnenberg/Weetzen | Nordhannoverscher Kalibezirk | 1898   | 1975 | Kalisalz     | ehemals selbständige Schächte Ronnenberg (Albert) und Deutschland, zerstört durch Laugeneinbruch im Baufeld Ronnenberg am 30. Juni 1975. Halde zum großen Teil abgetragen und verfüllt im Forschungsbergwerk Asse    |
| Kaliwerk Hansa                | Empelde            | Nordhannoverscher Kalibezirk | 1896   | 1973 | Kalisalz     | Schächte Hansa I – III. Halde wird mit Bauschutt und Humus renaturiert |
| Schacht Benthe (Herrmann I)   | Benthe             | Nordhannoverscher Kalibezirk | 1899   | 1911 | Kalisalz     | Der Schacht ersoff beim Abteufen 1901, eine Förderung und neue Abteufversuche wurden nie aufgenommen, Weiterbetrieb als Saline, Gerechtsame aufgeteilt auf Kaliwerk Ronnenberg und Kaliwerk Hansa, Schacht Hansa III |
| Kaliwerk Niedersachsen-Riedel | Hänigsen           | Nordhannoverscher Kalibezirk | 1909   | 1996 | Kalisalz     | Schacht Riedel weltweit tiefstes Kalibergwerk 1525 m 1938–1945 Heeresmunitionsanstalt, Bürger verhinderten Sondermülldeponie, wird derzeit geflutet.                                                                 |
| Kaliwerk Hohenfels            | Wehmingen          | Nordhannoverscher Kalibezirk | 1897   | 1927 | Kalisalz     | wurde bis in die 1980er Jahre auf Reserve unterhalten, durchschlägig mit Carlshall, Verfüllung durch Flutung mit Haldenlauge Friedrichshall 1984–1992. Heute ist auf dem Gelände ein Straßenbahnmuseum.              |
| Kaliwerk Bergmannssegen-Hugo  | Ilten              | Nordhannoverscher Kalibezirk | 1908   | 1992 | Kalisalz     | ehemals selbständige Schächte Bergmannssegen, Hugo, Erichssegen und Ottoshall |
| Kaliwerk Friedrichshall       | Sehnde             | Nordhannoverscher Kalibezirk | 1902   | 1982 | Kalisalz     | Schächte I und II. In den 1980er Jahren Abbau im Grubenfeld vom Kaliwerk Bergmannssegen-Hugo aus. |

### Heidekreis
| Name                                     | Ort              | Revier                       | Beginn | Ende | Bodenschatz | Anmerkungen |
| ---------------------------------------- | ---------------- | ---------------------------- | ------ | ---- | ----------- | --- |
| Kaliwerk Gilten / Grethem-Büchten        | Grethem          | Nordhannoverscher Kalibezirk | 1910   | 1925 | Kalisalz    | Schächte Gilten (Hedwig) und Grethem-Büchten (Reichenhall)                                                                                    |
| Kaliwerk Hope                            | Lindwedel        | Nordhannoverscher Kalibezirk | 1907   | 1982 | Kalisalz    | ehemals selbständige Schächte Adolfsglück I und Hope, ein dritter Schacht (Adolfsglück II) blieb unvollendet. Betriebsunterbrechung 1925–1960 |
| Kaliwerk Aller-Nordstern (Ronnenberg II) | Groß Häuslingen  | Nordhannoverscher Kalibezirk | 1907   | 1925 | Kalisalz    | Ab 1917 Kaliwerk Ronnenberg II, Schacht Groß Häuslingen. Durchschlägig mit Aller-Hammonia. Gezielte Flutung mit Süßwasser 1926–1931           |
| Kaliwerk Aller-Hammonia                  | Klein Häuslingen | Nordhannoverscher Kalibezirk | 1912   | 1925 | Kalisalz    | Durchschlägig mit Aller-Nordstern. Schlagwettergefährdet. Flutung mit Aller-Nordstern.                                                        |
| Schacht Heinrichssegen                   | Soltau           |                              | 1914   | 1918 | Kalisalz    | Der Schacht erreichte nur 6 m Teufe als die Arbeiten kriegsbedingt aufgeben wurden                                                            |

### Landkreis Helmstedt
| Name                 | Ort                                                  | Revier              | Beginn | Ende | Bodenschatz | Anmerkungen |
| -------------------- | ---------------------------------------------------- | ------------------- | ------ | ---- | ----------- | --- |
| Tagebau Trendelbusch | Schöningen                                           | Helmstedter Revier  | 1874   | 1916 | Braunkohle  | |
| Tagebau Treue        | Schöningen                                           | Helmstedter Revier  | 1881   | 1993 | Braunkohle  | |
| Tagebau Wulfersdorf  | Büddenstedt                                          | Helmstedter Revier  | 1936   | 1952 | Braunkohle  | Helmstedt-Harbke-See |
| Tagebau Helmstedt    | Helmstedt                                            | Helmstedter Revier  | 1973   | 2002 | Braunkohle  | Helmstedt-Harbke-See |
| Tagebau Schöningen   | Schöningen                                           | Helmstedter Revier  | 1979   | 2016 | Braunkohle  | MIBRAG. Förderung bis 1. August 2016. Hauptabnehmer Kraftwerk Buschhaus. Fläche ca. 600 Hektar. Fundort der Schöninger Speere.                                                                  |
| Grube Ernst-August   | Rottorf am Klei                                      |                     | 1937   | 1950 | Eisen       | Tagebau. Siehe auch: Grube Ernst August |
| Kaliwerk Walbeck     | Grasleben, Walbeck (Landkreis Börde, Sachsen-Anhalt) | Nordharz-Kalirevier | 1903   | 1925 | Kalisalz    | Schächte Walbeck (Gerhard) und Buchberg. Militärische Nutzung im Dritten Reich. Sprengung durch sowjetische Truppen am 26. Oktober 1946.                                                        |
| Kaliwerk Beienrode   | Beienrode                                            | Nordharz-Kalirevier | 1895   | 1926 | Kalisalz    | Schächte Beienrode I-IV. Die ersten beiden Schächte (nachträglich III und IV bezeichnet) gingen beim Teufen zu Bruch. Militärische Nutzung von 1939 bis 1945, bis 1965 auf Reserve unterhalten. |

### Landkreis Hildesheim
| Name                       | Ort              | Revier                       | Beginn | Ende | Bodenschatz | Anmerkungen |
| -------------------------- | ---------------- | ---------------------------- | ------ | ---- | ----------- | --- |
| Kaliwerk Salzdetfurth      | Bad Salzdetfurth | Südhannoverscher Kalibezirk  | 1889   | 1992 | Kalisalz    | Schächte Salzdetfurth I – III, Flutung mit Lauge                                                                                                 |
| Kaliwerk Hildesia          | Diekholzen       | Südhannoverscher Kalibezirk  | 1894   | 1959 | Kalisalz    | |
| Kaliwerk Siegfried-Giesen  | Groß Giesen      | Nordhannoverscher Kalibezirk | 1906   | 1988 | Kalisalz    | |
| Schacht Schieferkaute      | Gödringen        | Nordhannoverscher Kalibezirk | 1904   | 1908 | Kalisalz    | Schachtbruch nach Fertigstellung, keine Förderung                                                                                                |
| Gewerkschaft Hohenzollern  | Freden           | Südhannoverscher Kalibezirk  | 1896   | 1914 | Kalisalz    | Schacht Deutschland |
| Gewerkschaft Iduna         | Freden           | Südhannoverscher Kalibezirk  | 1896   | 1914 | Kalisalz    | auch: Gew. Meimerhausen; Schacht Iduna |
| Kaliwerk Carlshall         | Lühnde           | Nordhannoverscher Kalibezirk | 1910   | 1928 | Kalisalz    | wurde bis in die 1980er Jahre auf Reserve unterhalten. Durchschlägig mit Hohenfels.                                                              |
| Kaliwerk Frisch-Glück      | Eime             | Südhannoverscher Kalibezirk  | 1900   | 1921 | Kalisalz    | Schächte Kaiser Wilhelm der Große und Elsbeth. Schlagwettergefährdet.                                                                            |
| Kaliwerk Desdemona         | Godenau          | Südhannoverscher Kalibezirk  | 1900   | 1932 | Kalisalz    | Schächte I (Robert) und II. Schlagwettergefährdet. Militärische Nutzung von 1934 bis 1945. Explosion eingelagerter Munition am 28. Oktober 1947. |
| Kaliwerk Glückauf-Sarstedt | Sarstedt         | Nordhannoverscher Kalibezirk | 1904   | 1925 | Kalisalz    | Untertägig verbunden mit Siegfried-Giesen. |

### Landkreis Lüchow-Dannenberg
| Name                       | Ort     | Revier | Beginn | Ende | Bodenschatz | Anmerkungen                                                               |
| -------------------------- | ------- | ------ | ------ | ---- | ----------- | ------------------------------------------------------------------------- |
| Kaliwerk Teutonia-Wendland | Wustrow |        | 1905   | 1926 | Kalisalz    | ehemals selbständige Schächte Rudolph, Wendland und Hildegard (Ilsenburg) |

### Landkreis Northeim
| Name                            | Ort                  | Revier                      | Beginn | Ende | Bodenschatz | Anmerkungen |
| ------------------------------- | -------------------- | --------------------------- | ------ | ---- | ----------- | --- |
| Kaliwerk Wittekind-Hildasglück  | Volpriehausen        | Südhannoverscher Kalibezirk | 1898   | 1938 | Kalisalz    | |
| Kaliwerk Oberhof-Reinhardsbrunn | Sudheim-Levershausen | Südhannoverscher Kalibezirk | 1911   | 1921 | Kalisalz    | Schächte Reinhardsbrunn(en) und Oberhof. Erhebliche Schwierigkeiten beim Abteufen durch Laugenzuflüsse und Gasausbrüche (Schwefelwasserstoff). Schacht Oberhof blieb unvollendet. Keine Förderung. |
| Kaliwerk Siegfried I/II         | Vogelbeck            | Südhannoverscher Kalibezirk | 1899   | 1926 | Kalisalz    | Schächte Siegfried I und Siegfried II |
| Grube Echte                     | Dögerode             |                             | 1937   | 1961 | Eisen       | |
| Grube Steinberg                 | Markoldendorf        |                             | 1868   | 1949 | Eisen       | |

### Osnabrück
| Name           | Ort       | Revier                         | Beginn   | Ende | Bodenschatz | Anmerkungen                                                    |
| -------------- | --------- | ------------------------------ | -------- | ---- | ----------- | -------------------------------------------------------------- |
| Zeche Piesberg | Osnabrück | Ibbenbürener Steinkohlenrevier | vor 1461 | 1898 | Steinkohle  | Piesberg                                                       |
| Haseschacht    | Piesberg  | Ibbenbürener Steinkohlenrevier |          | 1898 | Steinkohle  | Abbau bis 1898 und in den Notzeiten nach dem Zweiten Weltkrieg |
| Stüveschacht   | Piesberg  | Ibbenbürener Steinkohlenrevier |          | 1898 | Steinkohle  | Abbau bis 1898 und in den Notzeiten nach dem Zweiten Weltkrieg |

### Landkreis Osnabrück
| Name                         | Ort               | Revier                         | Beginn  | Ende          | Bodenschatz  | Anmerkungen                                                         |
| ---------------------------- | ----------------- | ------------------------------ | ------- | ------------- | ------------ | ------------------------------------------------------------------- |
| Grube Vereinigter Marienberg | Bad Essen         | Wiehengebirge                  |         |               | Impsonit     |                                                                     |
| Zeche Caroline               | Bohmte            |                                | 1867    | 1875          | Wealdenkohle |                                                                     |
| Gewerkschaft Beharrlichkeit  | Bohmte            |                                | 1911    | 1925          | Wealdenkohle |                                                                     |
| Ottoschacht                  | Georgsmarienhütte |                                | 1553    | 1899          | Wealdenkohle |                                                                     |
| Georgschacht                 | Oesede            |                                | 1857    | 1883          | Wealdenkohle |                                                                     |
| Zeche Hilterberg             | Hankenberge       |                                | 1885    | 31. März 1903 | Wealdenkohle | Notbergbau von Kriegsende bis 1953                                  |
| Glückaufschacht              | Oesede            |                                | 1856    | 1866          | Wealdenkohle | im Winter 1865/66 durch Hochwasser der Düte geflutet und aufgegeben |
| Ottoschacht                  | Oesede            |                                | 1869    | 1889          | Wealdenkohle |                                                                     |
| Zeche Hammersen              | Wellingholzhausen |                                |         |               | Wealdenkohle |                                                                     |
| Kronprinzschacht             | Wellingholzhausen |                                |         |               | Wealdenkohle |                                                                     |
| Tagebau Hermine              | Hasbergen         | Ibbenbürener Steinkohlenrevier | um 1180 | 1963          | Eisen        | Hüggel, Georgsmarienhütte                                           |
| Tiefbau Hedwig               | Hasbergen         | Ibbenbürener Steinkohlenrevier | um 1180 | 1963          | Eisen        | Hüggel, Georgsmarienhütte, Augustaschacht                           |

### Landkreis Peine
| Name                          | Ort         | Revier                       | Beginn | Ende | Bodenschatz | Anmerkungen                                          |
| ----------------------------- | ----------- | ---------------------------- | ------ | ---- | ----------- | ---------------------------------------------------- |
| Grube Bülten-Adenstedt        | Groß Bülten | Peine-Salzgitter-Revier      | 1858   | 1976 | Eisen       |                                                      |
| Grube Lengede-Broistedt       | Lengede     | Peine-Salzgitter-Revier      | 1873   | 1977 | Eisen       | Grubenunglück von Lengede (1963)                     |
| Eisenerzgrube Peine           | Peine       | Peine-Salzgitter-Revier      | 1939   | 1968 | Eisen       |                                                      |
| Hannoversche Kaliwerke AG     | Oedesse     | Nordhannoverscher Kalibezirk | 1905   | 1926 | Kalisalz    | Zunächst offengehalten, am 12. August 1936 ersoffen. |
| Kaliwerk Wilhelmshall-Ölsburg | Groß Ilsede | Nordhannoverscher Kalibezirk | 1900   | 1928 | Kalisalz    | 1931–1932 Versuche zur Erdölgewinnung.               |
| Grube Barbecke I              | Barbecke    | Peine-Salzgitter-Revier      | 1936   | 1962 | Eisen       | Tagebau                                              |

### Salzgitter
| Name                                  | Ort                       | Revier                                                | Beginn | Ende | Bodenschatz | Anmerkungen                              |
| ------------------------------------- | ------------------------- | ----------------------------------------------------- | ------ | ---- | ----------- | ---------------------------------------- |
| Eisenerzgrube Finkenkuhle             | Salzgitter-Bad            | Peine-Salzgitter-Revier                               | 1865   | 1956 | Eisen       | ab 1940 Verbund mit Gitter-Georg         |
| Eisenerzgrube Gitter-Georg            | Salzgitter-Hohenrode      | Peine-Salzgitter-Revier                               | 1937   | 1965 | Eisen       | auch Grube Ringelheim                    |
| Eisenerzgrube Hannoversche Treue      | Salzgitter-Calbecht       | Peine-Salzgitter-Revier                               | 1938   | 1967 | Eisen       |                                          |
| Eisenerzgrube Haverlahwiese           | Salzgitter-Gebhardshagen  | Peine-Salzgitter-Revier                               | 1938   | 1984 | Eisen       |                                          |
| Eisenerzgrube Haverlahwiese-Tagebau   | Salzgitter-Gebhardshagen  | Peine-Salzgitter-Revier                               | 1938   | 1967 | Eisen       | auch Grube Neue Hoffnung                 |
| Schacht Konrad                        | Salzgitter-Bleckenstedt   | Peine-Salzgitter-Revier                               | 1957   | 1976 | Eisen       | Umbau zum Atommüllendlager               |
| Eisenerzgrube Worthlah-Ohlendorf      | Salzgitter-Flachstöckheim | Peine-Salzgitter-Revier                               | 1936   | 1966 | Eisen       | auch als Grube Flachstöckheim bezeichnet |
| Kaliwerk Friedrichroda                | Salzgitter-Flachstöckheim | Peine-Salzgitter-Revier; Nordhannoverscher Kalibezirk | 1911   | 1924 | Kalisalz    |                                          |
| Kaliwerk Thiederhall (Ronnenberg III) | Salzgitter-Thiede         | Nordhannoverscher Kalibezirk                          | 1885   | 1924 | Kalisalz    |                                          |
| Kalischacht Fürst Bismarck            | Salzgitter-Bad            | Nordhannoverscher Kalibezirk                          | 1896   | 1903 | Kalisalz    |                                          |

### Landkreis Schaumburg
| Name                     | Ort                  | Revier                 | Beginn           | Ende           | Bodenschatz           | Anmerkungen                                                           |
| ------------------------ | -------------------- | ---------------------- | ---------------- | -------------- | --------------------- | --------------------------------------------------------------------- |
| Stollen Düdinghausen     | Auhagen-Düdinghausen | Barsinghausener Revier | 1944             | 1960           | Wealdenkohle          | Verbindung mit Schacht Auhagen                                        |
| Zeche Georgschacht       | Stadthagen           | Barsinghausener Revier | 1902             | 1960           | Wealdenkohle          | Schaumburger Mulde                                                    |
| Zeche Liethstolln        | Obernkirchen         | Liethstollnrevier      | 1899             | 1958           | Wealdenkohle          | Bückeberge                                                            |
| Mooshüttestollen         | Bad Nenndorf         | Barsinghausener Revier | 1951             | 1954           | Wealdenkohle          | Notbergbau nach dem Zweiten Weltkrieg                                 |
| Sülbeckerbrandstollen    | Obernkirchen         | Barsinghausener Revier |                  |                |                       | Sülbeckerbrandstollen                                                 |
| Feggendorfer Stollen     | Feggendorf           | Barsinghausener Revier | 31. Oktober 1831 | 23. April 1947 | Wealdenkohle, Deister | endgültige Stilllegung 1952                                           |
| Ostschacht               | Blyinghausen         | Barsinghausener Revier | 1934             | 1961           | Wealdenkohle          | Schaumburger Mulde                                                    |
| Schachtanlage Lüdersfeld | Lüdersfeld           | Barsinghausener Revier | 1953             | 1961           | Wealdenkohle          | Schaumburger Mulde, durchschlägig mit Schacht Auhagen (Wetterschacht) |
| Schachtanlage Beckedorf  | Beckedorf            | Barsinghausener Revier | 1911             | 1961           | Wealdenkohle          | Schaumburger Mulde, Schächte I und II.                                |

### Landkreis Vechta
| Name        | Ort   | Revier | Beginn | Ende | Bodenschatz | Anmerkungen |
| ----------- | ----- | ------ | ------ | ---- | ----------- | ----------- |
| Grube Damme | Damme |        | 1938   | 1967 | Eisen       |             |

### Landkreis Verden
| Name                           | Ort                | Revier                       | Beginn | Ende | Bodenschatz | Anmerkungen |
| ------------------------------ | ------------------ | ---------------------------- | ------ | ---- | ----------- | --- |
| Kaliwerk Alicenhall-Glücksborn | Ahnebergen         | Nordhannoverscher Kalibezirk | 1905   | 1923 | Kalisalz    | Schächte Alicenhall und Glücksborn, keine Förderung                                                                          |
| Kaliwerk Wilhelmine-Carlsglück | Hülsen a. d. Aller | Nordhannoverscher Kalibezirk | 1905   | 1924 | Kalisalz    | ehemals selbständige Schächte Wilhelmine und Carlsglück, von 1938 bis 1945 militärische Nutzung, seit 1973 Erdöltiefspeicher |

### Landkreis Wolfenbüttel
| Name                             | Ort       | Revier                       | Beginn | Ende | Bodenschatz         | Anmerkungen |
| -------------------------------- | --------- | ---------------------------- | ------ | ---- | ------------------- | --- |
| Kaliwerk Hedwigsburg             | Neindorf  | Nordhannoverscher Kalibezirk | 1895   | 1923 | Kalisalz            | ehemals selbständige Schächte Hedwigsburg (Sascha) und Neindorf (Emil), zerstört durch Laugeeinbruch am 31. Oktober 1921 |
| Kali- und Steinsalzbergwerk Asse | Remlingen |                              | 1899   |      | Kali- und Steinsalz | Forschungsendlager für Atommüll; in Sanierung                                                                            |

### Wolfsburg
| Name                 | Ort                   | Revier                       | Beginn | Ende | Bodenschatz | Anmerkungen                                                    |
| -------------------- | --------------------- | ---------------------------- | ------ | ---- | ----------- | -------------------------------------------------------------- |
| Kaliwerk Rothenfelde | Wolfsburg-Rothenfelde | Nordhannoverscher Kalibezirk | 1911   | 1925 | Kalisalz    | Schächte Rothenfelde und Rothehof, letzterer blieb unvollendet |
| Kaliwerk Einigkeit I | Ehmen                 | Nordhannoverscher Kalibezirk | 1899   | 1925 | Kalisalz    | Schächte I (Ochsenius) und II. Schlagwettergefährdet.          |